# Мачульский, Роман Наумович

Могила Мачульского на Восточном кладбище Минска.

Роман Наумович Мачульский (1903—1990) — полковник Рабоче-крестьянской Красной Армии, один из организаторов и руководителей партизанского движения в Белоруссии во время Великой Отечественной войны, Герой Советского Союза (1944).

## Биография
Родился 30 ноября 1903 года в деревне Кривоносы (ныне — Стародорожский район Минской области Беларуси). В 1925—1928 годах проходил службу в Рабоче-крестьянской Красной Армии. Демобилизовавшись, работал в сфере культуры. В 1937 году окончил Высшую школу пропагандистов при ЦК КП БССР, после чего находился на партийных должностях.
Начало Великой Отечественной войны Мачульский встретил в должности первого секретаря Плещеницкого райкома ВКП(б) Минской области Белорусской ССР. В июле 1941 года он был заброшен во вражеский тыл с целью организации партизанского движения. Являлся уполномоченным ЦК КП БССР, был секретарём Минского подпольного обкома ВКП(б), командовал Минским партизанским соединением, партизанским соединением Борисовско-Бегомльской зоны. В общей сложности к июлю 1944 года соединение Мачульского насчитывало 9 партизанских бригады и 2 отдельных отряда общей численностью 10436 бойцов.
Указом Президиума Верховного Совета СССР «О присвоении звания Героя Советского Союза белорусским партизанам» от 1 января 1944 года за «образцовое выполнение правительственных заданий в борьбе против немецко-фашистских захватчиков в тылу противника и проявленные при этом отвагу и геройство и за особые заслуги в развитии партизанского движения в Белоруссии» удостоен высокого звания Героя Советского Союза с вручением ордена Ленина и медали «Золотая Звезда».
С сентября 1944 года — секретарь Минского облисполкома[уточнить], с 1950 года — 1-й секретарь Пинского обкома партии. В 1954—1959 годах — председатель Брестского облисполкома. Избирался членом ЦК КПБ в 1949—1960 годах.
Депутат Верховного Совета СССР 4-5 созывов (1954—1962), депутат Верховного Совета Белорусской ССР 2-3-го созывов (1947—1955), заместитель председателя Президиума Верховного Совета БССР 2-3-го созывов (1947—1954).
Похоронен на Восточном кладбище Минска.

## Награды и звания
Был награждён тремя орденами Ленина, орденом Октябрьской Революции, тремя орденами Отечественной войны I степени, орденом Трудового Красного Знамени и многими медалями.
В 1980 году Роману Наумовичу Мачульскому было присвоено звание Заслуженного работника культуры БССР.

## Память
Его именем названы улица и средняя школа № 104 в г. Минске. На доме, где жил Р. Н. Мачульский установлена мемориальная доска.
В экспозиции Белорусского государственного музея истории Великой Отечественной войны представлена фотография Мачульского Романа Наумовича, а в фондах хранятся его личные вещи, документы, фотографии, награды и др.